# Фи³ Гидры
Фи³ Гидры (лат. φ³ Hydrae), 2 Чаши (лат. 2 Crateris), HD 92214 — тройная звезда в созвездии Гидры на расстоянии приблизительно 242 световых лет (около 74,2 парсек) от Солнца. Видимая звёздная величина звезды — +4,913m. Возраст звезды определён как около 1,39 млрд лет.

## Характеристики
Первый компонент (HD 92214A) — оранжево-жёлтый гигант спектрального класса G8IIIb, или G8III, или K0. Масса — около 2,789 солнечной, радиус — около 10,41 солнечного, светимость — около 65,205 солнечной. Эффективная температура — около 5229 K.
Второй компонент — красный карлик спектрального класса M. Масса — около 173,25 юпитерианской (0,1654 солнечной). Удалён в среднем на 2,105 а.е..
Третий компонент (HD 92214B). Орбитальный период — около 1319 суток (3,611 года).